# 7365 Sejong
7365 Sejong è un asteroide della fascia principale. Scoperto nel 1996, presenta un'orbita caratterizzata da un semiasse maggiore pari a 2,2092382 UA e da un'eccentricità di 0,2122064, inclinata di 6,81672° rispetto all'eclittica.